# Direitos LGBT em Antígua e Barbuda
Pessoas LGBT em Antígua e Barbuda enfrentam desafios legais não aplicados a cidadãos não-LGBT. 
O Código Penal tornava os atos do mesmo sexo ilegais com uma pena de prisão de até 15 anos, mas a homossexualidade passou a deixar de ser crime em 5 de julho de 2022, quando, a Suprema Corte do Caribe Oriental decidiu que seções do Código Penal que tornavam ilegal a intimidade consensual entre pessoas do mesmo sexo eram inconstitucionais e, portanto, nulas. Em sua decisão, o tribunal estabeleceu precedentes de que as proteções constitucionais contra a discriminação sexual pelo governo abrangem também a orientação sexual e a identidade de gênero, e que, como tal, o governo não pode aplicar ou introduzir leis que discriminem com base na orientação sexual ou identidade de gênero. No entanto, Antígua e Barbuda continua sem reconhecer uniões do mesmo sexo de qualquer forma, seja casamento ou parceria. Os agregados familiares chefiados por casais do mesmo sexo não são elegíveis para nenhum dos mesmos direitos concedidos a casais do mesmo sexo.

## Legalidade da atividade sexual entre pessoas do mesmo sexo
Em 5 de julho de 2022, a Suprema Corte do Caribe Oriental decidiu que seções do Código Penal que tornavam ilegal a intimidade consensual entre pessoas do mesmo sexo eram inconstitucionais e, portanto, nulas.
Anteriormente, duas seções da Lei de Crimes Sexuais de 1995 criminalizavam atos sexuais entre pessoas do mesmo sexo:
Seção 12. (1) Uma pessoa que cometer sodomia é culpada de um crime e é passível de condenação por prisão -
   (a) por toda a vida, se cometido por um adulto a um menor;
(b) por quinze anos, se cometido por um adulto em outro adulto;
(c) por cinco anos, se cometido por um menor.

(2) Nesta seção, "sodomia" significa relação sexual per anum de um homem com um homem....
Seção 15. (1) Uma pessoa que cometer um ato de indecência séria sobre ou contra outra pessoa é culpada de um crime e é passível de condenação por prisão -
   (a) por dez anos, se cometido em relação a um menor de dezesseis anos;
(b) por cinco anos, se cometido em relação a uma pessoa com dezesseis anos de idade ou mais.... 
*    *    *    *

(3) Um ato de "indecência séria" é um ato que não seja a relação sexual (natural ou não natural) de uma pessoa que envolve o uso do órgão genital com o objetivo de despertar ou gratificar o desejo sexual.
Os "reincidentes" de sodomia também são colocados no Registro de Criminosos Sexuais pelo resto da vida.
Em maio de 2016, durante a Revisão Periódica Universal do Conselho de Direitos Humanos das Nações Unidas, representantes da Argentina, Austrália, França, Alemanha, Holanda e Nicarágua aconselharam o governo a revogar a proibição da sodomia e garantir direitos humanos totais a grupos vulneráveis, como a comunidade LGBT. A ministra da Transformação Social, Samantha Marshall, anunciou posteriormente que a proibição da sodomia é antiquada e deve ser revogada. A secretária parlamentar do Ministério de Assuntos Jurídicos, Maureen Payne-Hyman, garantiu ao Conselho que a comunidade LGBT não é perseguida no país.
Em 24 de agosto de 2016, o Governo de Antígua e Barbuda anunciou que não tem intenção de revogar a proibição de sodomia no país. O anúncio foi feito depois que a Suprema Corte de Belize considerou a proibição de sodomia de Belize como inconstitucional. No entanto, reconheceu que, porque Belize e Antígua e Barbuda têm uma jurisprudência idêntica, se um grupo de interesse arquivasse uma ação contra a lei em tribunal, certamente seria declarado inconstitucional. Em 1 de novembro de 2019, a Aliança do Caribe Oriental para Diversidade e Igualdade anunciou que planejava lançar um desafio legal contra a proibição até o final de 2019.

## Resumo
| Legalidade da atividade sexual com o mesmo sexo              | ✓ (Desde 2022) |
| Igualdade na idade de consentimento                          | ✓ (Desde 2022) |
| Leis contra a discriminação no emprego                       | ✓ (Desde 2022) |
| Leis contra a discriminação na oferta de produtos e serviços | ✓ (Desde 2022) |
| Leis contra a discriminação em outras áreas                  | ✓ (Desde 2022) |
| Casamento entre pessoas do mesmo sexo                        | ✗              |
| Reconhecimento de casais do mesmo sexo                       | ✗              |
| Adoção de enteados por casais do mesmo sexo                  | ✗              |
| Adoção conjunta por casais do mesmo sexo                     | ✗              |
| Pessoas LGBT podem prestar serviço militar                   | ✗              |
| Direito de mudar de sexo                                     | ✗              |
| Acesso a fertilização in vitro para lésbicas                 | ✗              |
| Barriga de aluguer comercial para casais gays                | ✗              |
| Homens que fazem sexo com homens podem doar sangue           | ✗              |